# مینا پیرکیتاس
مینا پیرکیتاس (به اسپانیایی: Mina Pirquitas) یک منطقهٔ مسکونی در آرژانتین است که در رینکونادا دپارتمنت واقع شده‌است. مینا پیرکیتاس ۶۷۳ نفر جمعیت دارد و ۴٬۳۴۰ متر بالاتر از سطح دریا واقع شده‌است.